# Adam Kunkel
Adam Terrence Kunkel (Erlanger (Kentucky), 9 de diciembre de 1999) es un baloncestista estadounidense de 1,93 metros de altura y cuyo equipo es el Palencia Baloncesto de la Primera FEB Juega en la posición de escolta.

## Trayectoria
Es un jugador formado en la Randall K. Cooper High School, situada en Union, Kentucky hasta 2018, cuando ingresa en la Universidad Belmont, situada en Nashville, Tennessee, para jugar dos temporadas la NCAA con los Belmont Bruins, desde 2018 a 2020.  
En 2020, ingresa en la Universidad Xavier, de Cincinnati, Ohio, para jugar tres temporadas la NCAA con los Xavier Musketeers, desde 2020 a 2023.  
Después de no ser seleccionado en el draft de la NBA de 2023, en agosto de 2023, Kunkel firmó por el BC Astana de la VTB United League.
El 8 de febrero de 2024, Kunkel se incorporó a los Capitanes de Ciudad de México de la NBA G League. El 1 de marzo de 2024, fue dado de baja por el equipo mexicano.
El 13 de marzo de 2024, Kunkel se unió a los South Bay Lakers de la NBA G League. 
El 23 de julio de 2024, firma por el Palencia Baloncesto de la Primera FEB. El año siguiente a pesar de la gran temporada realizada, el club le consigue mantener y renueva por una temporada más.